# Я так хочу…
«Я так хочу…» — сингл українського гурту «Океан Ельзи», який вийшов у 2009 році. Майже одночасно відбулася презентація відеокліпу, який відзняв режисер Міша Коротєєв.

## Композиція
1. Я так хочу… (4:40)

## Музиканти
1. Святослав Вакарчук — вокал
2. Петро Чернявський — гітара
3. Денис Дудко — бас-гітара
4. Мілош Єліч — клавішні
5. Денис Глінін — барабани